# Aphrophora consobrina
Aphrophora consobrina är en insektsart som beskrevs av Jacobi 1943. Aphrophora consobrina ingår i släktet Aphrophora och familjen spottstritar. Inga underarter finns listade i Catalogue of Life.